# 1768년
1768년은 금요일로 시작하는 윤년이다.

## 연호
- 청(淸) 건륭(乾隆) 33년
- 일본(日本) 메이와(明和) 5년
- 후 레 왕조(後黎朝) 까인흥(景興) 29년

## 기년
- 류큐(琉球) 쇼보쿠왕(尚穆王) 17년
- 청(淸) 고종 건륭제(高宗 乾隆帝) 33년
- 조선(朝鮮) 영조(英祖) 44년
- 후 레 왕조(後黎朝) 현종(顯宗) 29년

## 탄생
- 1월 7일 - 조제프 보나파르트, 나폴레옹 보나파르트의 형으로 나폴리 및 에스파냐 국왕을 지냄.
- 3월 - 북아메리카 토착민 쇼니족의 지도자 테쿰세
- 3월 21일 - 프랑스 수학자 장바티스트 조제프 푸리에
- 5월 17일 - 제1대 앵글시 후작 헨리 파제트
- 6월 24일 - 프랑스의 장군 루이 라자르 오슈
- 7월 27일 - 샤를로트 코르데
- 9월 4일 - 프랑스의 소설가, 외교가 프랑수아 샤토브리앙
- 9월 18일 - 덴마크와 노르웨이의 국왕 프레데리크 6세
- 12월 7일 - 프랑스의 장군 장 이시도르 아리스프

## 사망
- 4월 19일 - 이탈리아 화가 카날레토
- 6월 24일 - 마리 레슈친스카, 루이 15세의 왕비.
- 6월 25일 - 독일의 작곡가 게오르크 필리프 텔레만
- 8월 3일 - 캔터베리 대주교 토머스 세커
- 11월 17일 - 제1대 뉴캐슬 공작 토머스 펠럼홀스